# Пестішу-Мік
Пестішу-Мік (рум. Pestișu Mic) — село у повіті Хунедоара в Румунії. Адміністративний центр комуни Пестішу-Мік.
Село розташоване на відстані 293 км на північний захід від Бухареста, 8 км на південь від Деви, 121 км на південний захід від Клуж-Напоки, 128 км на схід від Тімішоари.

## Населення
За даними перепису населення 2002 року у селі проживали 173 особи, з них 169 осіб (97,7%) румунів. Рідною мовою 170 осіб (98,3%) назвали румунську.